# Gare d’Arrou
Gare d’Arrou vasútállomás Franciaországban, Arrou településen.

## Vasútvonalak
Az állomást az alábbi vasútvonalak érintik:
- Chartres–Bordeaux-vasútvonal
- Arrou-Nogent-le-Rotrou-vasútvonal

## Kapcsolódó állomások
A vasútállomáshoz az alábbi állomások vannak a legközelebb:
- Gare de Courtalain - Saint-Pellerin
- Gare de Brou